# ماکسی بیور
ماکسی بیور (انگلیسی: Maxi Biewer؛ زادهٔ ۲۴ مهٔ ۱۹۶۴) هنرپیشه، و مجری تلویزیون اهل آلمان است.